# Egyenlítői tartomány (2015)

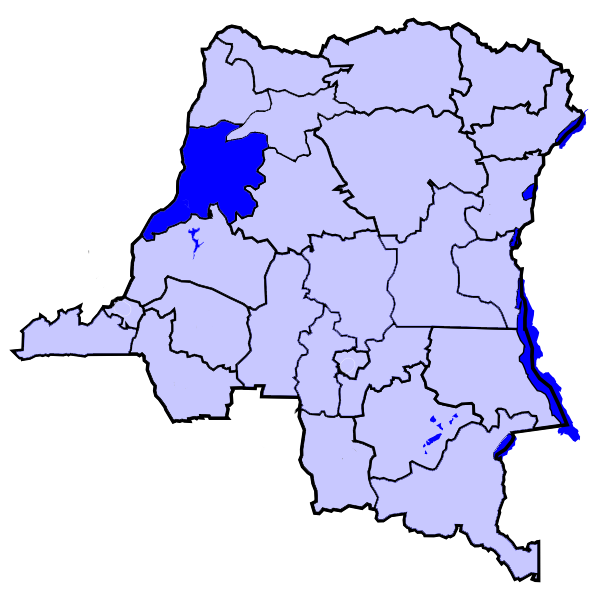
Az új Egyenlítői tartomány

Az Egyenlítői tartomány Kongói Demokratikus Köztársaság új alkotmánya által létrehozott 25 új tartomány egyike. Az alkotmányt 2006 februárjában fogadták el népszavazással, de többszöri halasztás után csak 2015-ben lépett hatályba. Észak-Ubangi, Dél-Ubangi, Mongala és Tshuapa tartományokkal együtt az ország korábbi Egyenlítői tartományát alkották. Tartományi fővárosa Mbandanka. Lakossága 1 626 606, nemzeti nyelve a lingala.

## Története
Az új alkotmány által létrehozott Egyenlítői tartomány már korábban is önálló közigazgatási egységet alkotott, amikor 1962-ben kivált az akkori Egyenlítői tartományból. Az akkori nevén Cuvette Centrale tartomány egyetlen elnöke (később kormányzója) Léon Engulu volt 1962 és 1966 között, amikor is a Mobutu rendszer alatt a tartomány más területekkel egyesülve ismét Egyenlítői tartomány lett.